# Justo Rufino Barrios
Justo Rufino Barrios Auyón (Ciudad de San Marcos, San Marcos, Guatemala, 19 de julio de 1835-Chalchuapa, El Salvador, 2 de abril de 1885) fue un militar y político guatemalteco, presidente de la República entre 1873 y 1885.
Durante su mandato, fundó el banco hipotecario, el Hospital de Oriente en Chiquimula, desarrolló el mercado de La Reforma, firmó el contrato para la construcción del Ferrocarril Sur, promulgó el código penal, militar y fiscal, y mandó a construir el cementerio general de Guatemala.

## Biografía

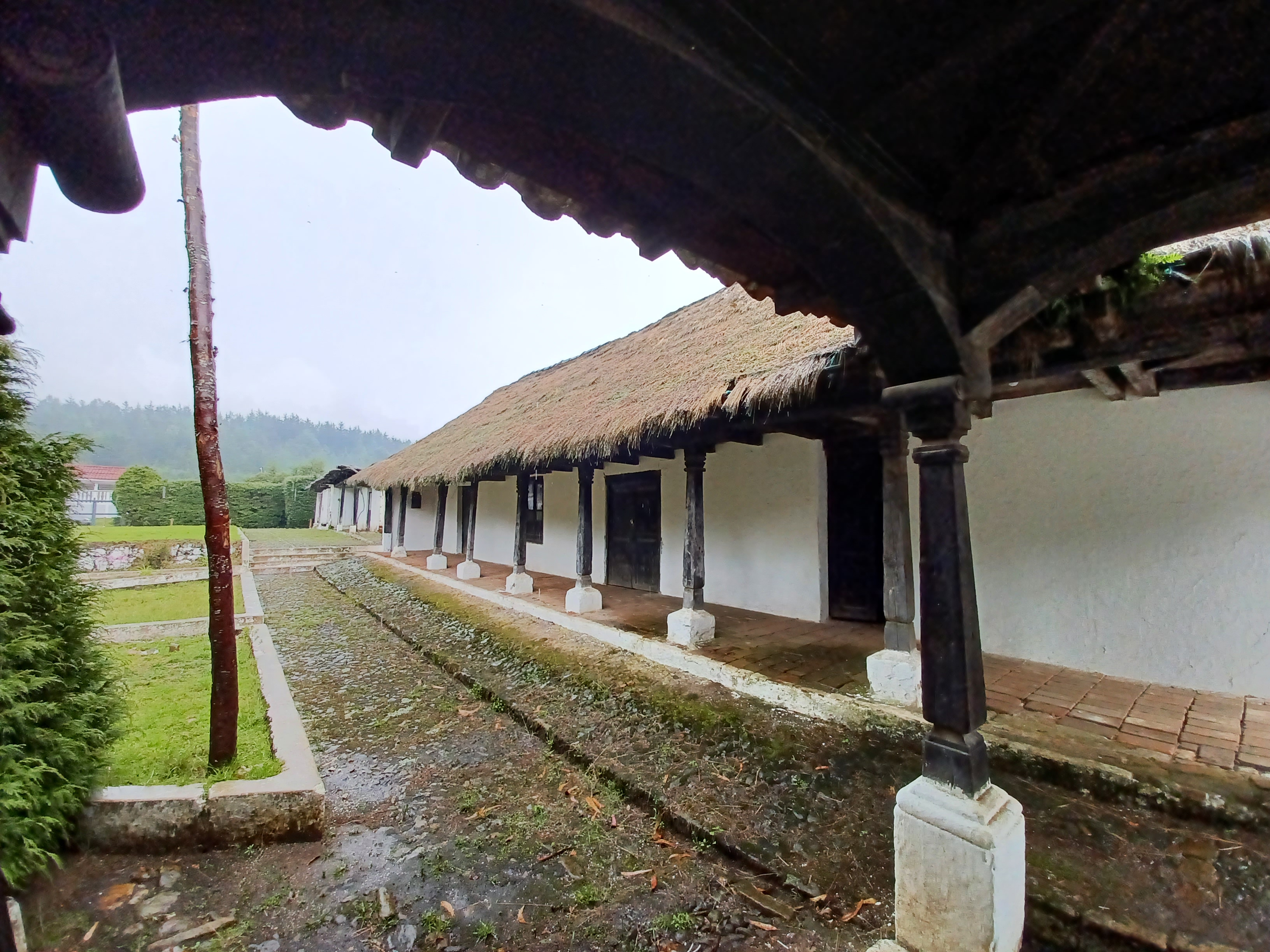
Casa de Barrios en San Lorenzo

Barrios era hijo de José Ignacio de Barrios y María Josefa Auyón. En 1853 tuvo a su primer hijo, Venancio, y luego estudió la carrera de leyes por dos años en la Pontificia Universidad de San Carlos Borromeo en la Ciudad de Guatemala de donde en 1862 recibió el título de escribano público o notario. Ese mismo año regresó a San Marcos y dividió su tiempo entre el ejercicio de su profesión y el cultivo de su finca, «El Malacate». Durante ese tiempo tuvo varios hijos, entre ellos Antonio (1866) y José Barrios Estrada (1872).
En 1867, Barrios abandonó Guatemala para residir en México; en ese país se unió a varios revolucionarios guatemaltecos e ingresó junto a ellos a Guatemala para organizar constantes guerrillas contra las autoridades conservadoras guatemaltecas del gobierno del mariscal Vicente Cerna y Cerna, de las cuales logra huir al ser derrotado.
Más tarde, cuando ya era presidente de la República, Barrios contrajo matrimonio con Francisca Aparicio Mérida -quien pertenecía a una de las familias más distinguidas de Quetzaltenango- el 5 de agosto de 1874; para entonces, Barrios tenía treinta y nueve años y ella menos de quince. Con Francisca Aparicio, Barrios tuvo siete hijos entre los que estaba Elena Barrios Aparicio, quien llegó a ser la tercera Marquesa de Vistabella y en honor a quien se bautizó a la avenida del hospital San Juan de Dios como avenida Elena, en el centro histórico de la Ciudad de Guatemala.
Su sobrino, José María Reina Barrios, hijo de Celia Barrios Auyón de Reina, hermana de este, fue un destacado militar que finalmente llegó a ser Presidente de Guatemala en 1892.

## Inexactitud histórica sobre su lugar de nacimiento

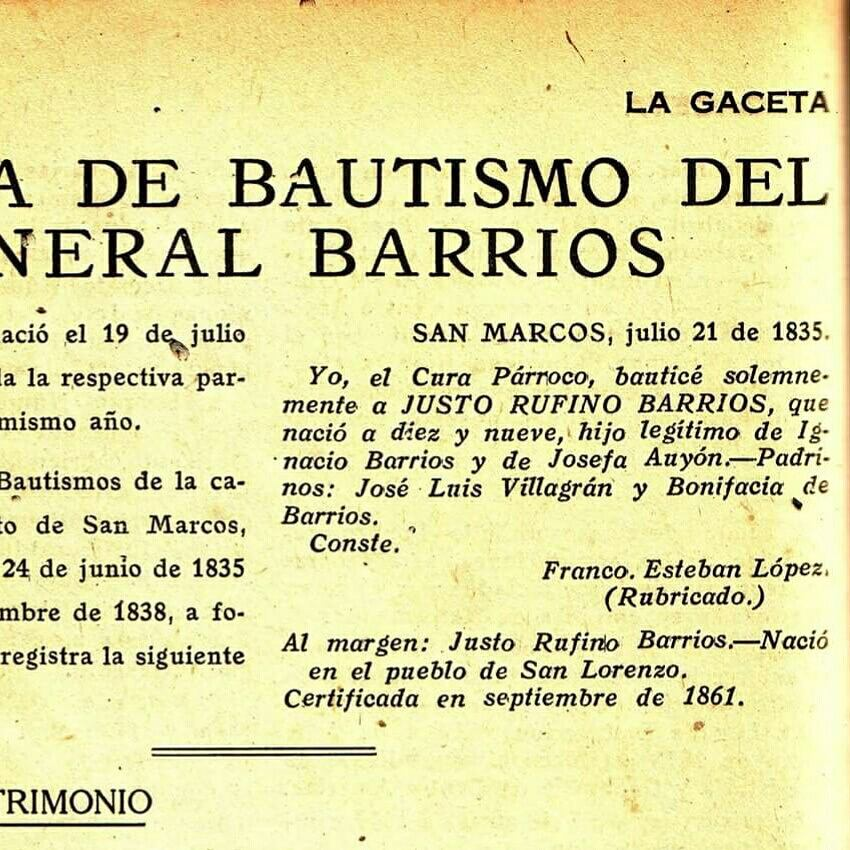
Transcripción del Periódico "La Gaceta" del Acta de Bautismo del General Justo Rufino Barrios y el error del lugar de nacimiento.
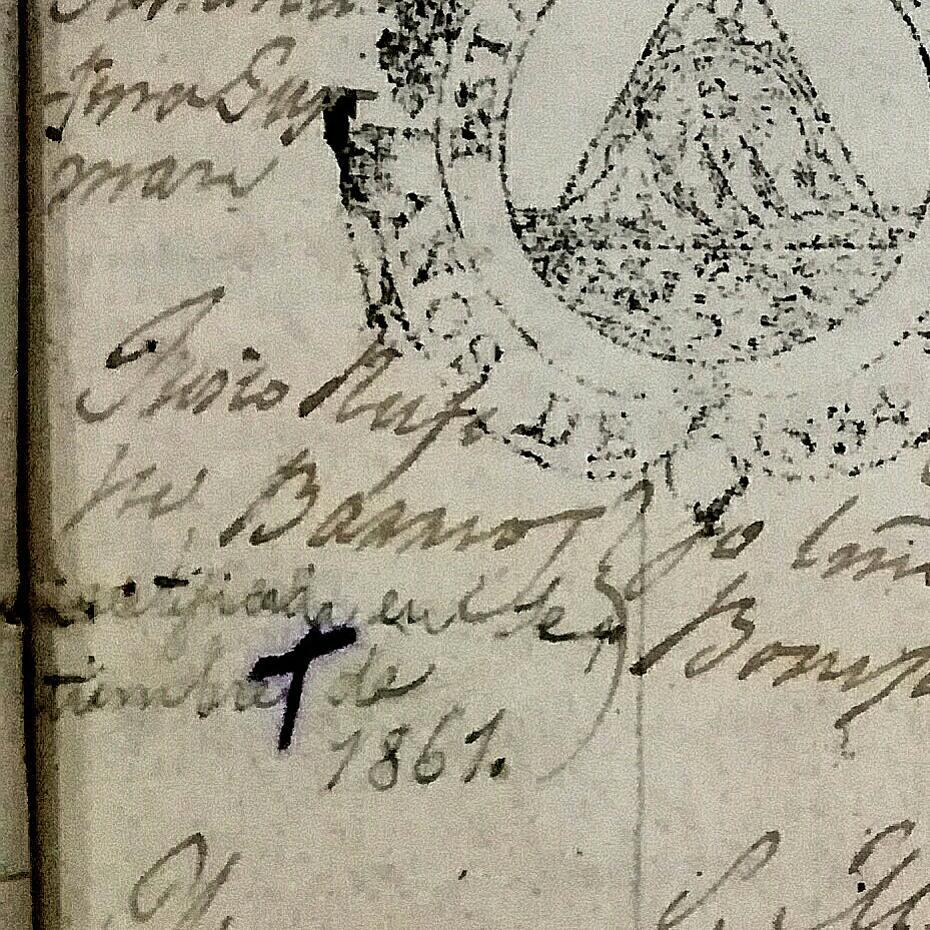
Detalle del Margen Acta Original de Bautismo del General Justo Rufino Barrios donde se desmiente la transcripción hecha en el periódico "La Gaceta".

En la revista «La Gaceta» de inicios del siglo XX se apuntan datos falsos sobre el bautismo y nacimiento del general Justo Rufino Barrios, pues dice que al margen se hace constar que este personaje nació en San Lorenzo, cosa que no es así. Es posible que Barrios naciera en la casa de su padre y abuelos en el actual cantón Santa Rosalía de San Marcos y que de allí se trasladara a pasar su primera y tierna infancia al solar familiar en San Lorenzo, pues la partida de bautismo está extendida en San Marcos y a 22 de julio de 1835, con sólo dos días de nacido.
También se tiene la falsa leyenda que su nombre fue José Rufino, cosa no cierta también ya que su nombre de pila fue Justo Rufino, como consta también en su bautismo original.

## Revolución Liberal de 1871
A mediados de 1871, Justo Rufino Barrios, junto a Miguel García Granados y otros generales y disidentes, organizó una revolución para derrocar al gobierno conservador del Mariscal Vicente Cerna. El 30 de junio de 1871, las fuerzas liberales entraron en la Ciudad de Guatemala y Miguel García Granados fue nombrado presidente provisional, gobernando hasta el 4 de junio de 1873. Su gobierno puso en marcha la llamada Reforma Liberal de 1871, decretando entre otras cosas la libertad de prensa y la libertad de cultos, la supresión de los diezmos y de las órdenes religiosas y expulsando a los jesuitas en 1871, además de impulsar la educación laica.
Los jesuitas fueron expulsados el 3 de septiembre de 1871 después de que les dieron veinticuatro horas para salir del país; setenta y dos de ellos se embarcaron en Puerto San José para Corinto, en Nicaragua. Luego, expulsaron al arzobispo José Bernardo Piñol y Aycinena —miembro prominente no sólo de la jerarquía católica sino que también del Clan Aycinena— y al resto de obispos del país, acusados de promover revueltas en el oriente de Guatemala; finalmente, para debilitar completamente al clero secular, se prohibió el diezmo obligatorio el 22 de diciembre de 1871.
Siendo teniente general del ejército y encargado de la presidencia del gobierno provisorio de la República por ausencia de García Granados, el 24 de mayo de 1872 confiscó algunas propiedades de los religiosos y suprimió a los jesuitas y a otras órdenes regulares. Barrios estaba convencido de que la Iglesia católica había sido responsable por la caída del gobierno liberal de Francisco Morazán y que había dado su apoyo total al gobierno de Rafael Carrera; por esta razón, decidió que esto no podría ocurrir nuevamente en Guatemala nunca más y se empeñó en minar el poderío económico de la iglesia.
| Congregación                    | Escudo | Clero   | Propiedades expropiadas |
| ------------------------------- | ------ | ------- | --- |
| Orden de Predicadores           |        | Regular | - Conventos - Haciendas - Ingenios azucareros - Doctrinas y tierras de indios |
| Mercedarios                     |        | Regular | - Conventos - Haciendas - Ingenios azucareros - Doctrinas |
| Compañía de Jesús               |        | Regular | Los jesuitas habían sido expulsados de Guatemala por el rey de España Carlos III en 1765, pero regresaron durante el gobierno de Rafael Carrera para encargarse de la educación. Cuando fueron expulsados en septiembre de 1871 no tenían mayores posesiones en Guatemala. |
| Recoletos                       |        | Regular | - Conventos |
| Concepcionistas                 |        | Regular | - Conventos - Haciendas |
| Arquidiócesis de Guatemala      |        | Secular | Colegio y Seminario Tridentino de Nuestra Señora de la Asunción |
| Congregación de San Felipe Neri |        | Secular | - Templo y residencia en Ciudad de Guatemala destruidos hasta sus cimientos. |

Cuando el pueblo católico se alzó en protesta de estas disposiciones, Barrios promulgó el siguiente decreto:
| J. RUFINO BARRIOS Teniente general del ejército y Encargado de la Presidencia del Gobierno Provisorio de la República A sus conciudadanos: Resuelto firmemente a llevar a cabo los saludables fines que envuelve la revolución democrática que [...] de tantos sacrificios ha [...] en nuestra patria, no esquiva, ni esquivaré medio alguno para [...] y [...] en resultados prácticos. Obro así, porque las [...] y en las instituciones, no pasan de ser vanos [...] que hoy o mañana caen en vergonzoso descrédito al empuje de funestas reacciones. Una prueba de estas ideas: un testimonio claro de mis propósitos es el decreto que con fecha de hoy he emitido, declarando la [...] de las comunidades de religiosos y la nacionalización de sus bienes cuyo producto [...] el gobierno a la enseñanza gratuita, único medio de operar con eficacia el progreso y la libertad de los pueblos.7 [...] La disposición que he tomado es propia y digna de los pueblos cultos; aun las monarquías bien inspiradas han decretado la [...] de los religiosos y la nacionalización de sus temporalidades. ¿Por qué, compatriotas, nosotros no hemos de dar ese gran paso, nosotros que somos republicanos y que no podemos consentir en la muerte civil del individuo, nosotros que aspiramos con la [...] las instituciones para labrar así la felicidad de nuestra patria? [...] Que la venda del fanatismo y de añejas preocupaciones [...] vuestros ojos: que los descontentos del gobierno [...] el decreto de enclaustración como rama de partido para crear [...] y perturbar el orden público, que el clero nacional y los [...] religiosos, tratados con benevolencia y con respeto, no se empeñen en desviar la opinión de los incautos para promover disturbios; porque si tal cosa sucede, para los religiosos que se muestren instigadores, habrá extrañamiento en vez de enclaustración, y para todos los que causan escándalos y opongan resistencia a la ley, tened entendido compatriotas, que tengo la suficiente fuerza y energía para reprenderles y aplicarles severas penas como cumple al mandatario que sabe temer y respetar las leyes y los principios que determinan los fines de su administración. Guatemala, 7 de junio de 1872 Justo Rufino Barrios |

En virtud de este decreto, el ejército ocupó los edificios de las órdenes, y le dio el ultimátum a los religiosos que si querían permanecer en el país, que fueran secularizados —es decir, que se convirtieran en sacerdotes y abandonaran la orden regular a la que pertenecían—.
Finalmente, en marzo de 1873, se decretó que el clero secular estaría sujeto a las cortes civiles, se decretaba la libertad de culto y las órdenes religiosas fueron puestas bajo el control del gobierno.

## Gobierno
| «Soy joven, fuerte soy, soy inocente Y ni el suplicio ni la lucha esquivo; Me ha dado Dios un alma independiente, Pecho viril y pensamiento altivo. Que tiemblen ante ti los que han nacido Para vivir de infamia y servidumbre, Los que nunca en su espíritu han sentido Ningún rayo de luz que los alumbre: Los que al infame yugo acostumbrados Cobardemente tu piedad imploran; los que no temen verse deshonrados porque hasta el nombre del honor ignoran. Yo llevo entre mi espíritu encendida La hermosa luz del entusiasmo ardiente; Amo la libertad más que la vida Y no nací para doblar la frente. Por eso estoy aquí do altivo y fuerte Tu fallo espero con serena calma; Porque si puedes decretar mi muerte, jamás podrás envilecerme el alma. ¡Hiere! Yo tengo en la prisión impía La honradez de mi nombre por consuelo; ¿qué me importa no ver la luz del día Si tengo en mi conciencia la del cielo? Nada me importas tú, furia impotente, Víctima del placer, señor de un día; Si todos ante ti doblan la frente Yo siento orgullo en levantar la mía. Quiero que veas que tu furia arrostro Y sin temblar que agonizar me veas, Para lanzarte una escupida al rostro Y decirte al morir: ¡maldito seas!» |

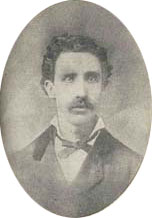
Poeta y coronel Ismael Cerna. Escribió el poema En la cárcel, en donde expresa la postura de los conservadores contra Barrios tras el derrocamiento de su tío, el mariscal Vicente Cerna y Cerna.

Durante su gestión continuó la política iniciada en la anterior presidencia, emprendiendo un vasto programa de reformas que abarcaron, entre otros aspectos, a la Iglesia, la economía y la educación. Los siguientes fueron los postulados liberales del gobierno de Barrios:
- Separación definitiva de la Iglesia y del Estado: procedió a expropiar a las órdenes regulares sus vastas propiedades, siguiendo el ejemplo de las expropiaciones hechas por el general hondureño Francisco Morazán en 1829.[11]
- Supresión de diezmos y primicias obligatorios.[e]
- Extinción de las cofradías.
- Instauración del matrimonio civil.
- Secularización de cementerios.
- Creación del registro civil.
- Instauración de la enseñanza laica en todos los colegios de la república.
- Instauración de la escuela primaria gratuita y obligatoria.
- Reorganización de la universidad, para eliminar los cursos de teología.[10]

Sobre la base de sus postulados, fundó el Banco Hipotecario, el llamado hospital de Oriente, la Escuela Politécnica y mandó construir el Cementerio General de Guatemala. Además, durante su presidencia, en Guatemala se tendieron las primeras líneas telegráficas y ferroviarias, firmándose el contrato para la construcción del ferrocarril del Sur.
En el orden administrativo y legal, se promulgaron el Código Penal, el Militar y el Código Fiscal. Algunas de estas leyes aún siguen vigentes. Asimismo fueron creados los departamentos de Retalhuleu y Baja Verapaz. Se estableció la educación pública gratuita, a través de escuelas en todo el país, suprimiéndose paralelamente las hermandades y órdenes religiosas, que habían sido pilar fundamental del gobierno conservador de Rafael Carrera.
Barrios, con la ayuda de una Asamblea Constituyente plegada a sus designios, promulgó la Constitución de Guatemala de 1879 y, al año siguiente, fue reelegido Presidente para un mandato de seis años.
Asimismo, persiguió enconadamente a la oposición, obligando a huir a muchos guatemaltecos al exilio y construyendo la célebre Penitenciaría Central de Guatemala en la que hizo recluir a muchos presos políticos.

### Matrimonio con Francisca Aparicio y terremoto de 1874
Se casó con Francisca Aparicio —entonces una joven adolescente— el 24 de julio de 1874.  En agosto se iniciaron movimientos sísmicos en el área de Chimaltenango, pero nadie les puso atención pues la población estaba acostumbrada a que temblara con cierta frecuencia; es más, no impidieron que se celebrara una gran gala en honor al enlace matrimonial del presidente Barrios con su joven esposa.  Pero el 3 de septiembre de 1874 hubo un devastador terremoto que no solamente destruyó completamente el pueblo de Parramos,
 sino que bandas de forajidos armados con cuchillos y otras armas punzocortantes intentaron asaltar a los damnificados y robarles lo poco que les quedaba; afortunadamente, las bandas fueron capturadas por la policía del gobierno del general Barrios y ejecutadas sumariamente.

### Concordato de 1884
Para 1881, las relaciones entre el presidente Barrios y los representantes de la Iglesia católica habían mejorado considerablemente, y el presidente Barrios envió a su amigo personal -y antiguo sacerdote- Ángel María Arroyo como ministro plenipotenciario ante la Santa Sede para trabajar en un nuevo concordato, que sustituyera al Concordato de 1852. El documento estuvo listo el 2 de julio de 1884, pero no fue discutido en la Asamblea de 1885 porque no alcanzó a ser incluido en la agenda legislativa; sin embargo, el presidente Barrios murió en Chalchuapa ese año y su sucesor, el general Manuel Lisandro Barillas Bercián ya no ratificó el tratado..

### División política de Guatemala durante su gobierno
En la siguiente tabla, tomada de la guía Appleton para México y Guatemala de 1884, se muestran los veinte departamentos en que estaba dividida Guatemala durante el gobierno de Barrios, sus áreas, cabeceras y la población estimada de los departamentos:
| Departamento  | Área en millas cuadradas | Población | Cabecera              | Población |
| ------------- | ------------------------ | --------- | --------------------- | --------- |
| Guatemala     | 700                      | 100 000   | Guatemala             | 50 000    |
| Sacatepéquez  | 250                      | 48 000    | Antigua               | 15 000    |
| Amatitlán     | 200                      | 38 000    | Amatitlán             | 14 000    |
| Escuintla     | 1950                     | 30 000    | Escuintla             | 10 000    |
| Chimaltenango | 800                      | 60 000    | Chimaltenango         | 6300      |
| Sololá        | 700                      | 80 000    | Sololá                | 15 000    |
| Totonicapán   | 700                      | 114 000   | Totonicapan           | 25 000    |
| Quiché        | 1300                     | 75 000    | Santa Cruz del Quiché | 6300      |
| Quezaltenango | 450                      | 94 000    | Quezaltenango         | 22 000    |
| Suchitepéquez | 2500                     | 69 000    | Suchitepéquez         | 11 500    |
| Huehuetenango | 4550                     | 90 000    | Huehuetenango         | 16 000    |
| San Márcos    | 750                      | 100 000   | San Marcos            | 12 600    |
| Petén         | 13 200                   | 14 000    | Flores                | 2200      |
| Verapaz       | 11 200                   | 100 000   | Salamá                | 8000      |
| Izabal        | 1500                     | 3400      | Izabal                | 750       |
| Chiquimula    | 2200                     | 70 000    | Chiquimula            | 12 000    |
| Zacapa        | 4400                     | 28 000    | Zacapa                | 4000      |
| Jalapa        | 450                      | 8600      | Jalapa                | 4000      |
| Jutiapa       | 1700                     | 38 000    | Jutiapa               | 7000      |
| Santa Rosa    | 1100                     | 38 500    | Cuajiniquilapa        | 5000      |
| Total         | 50 600                   | 1 198 500 |                       |           |

### Ciudad de Guatemala
La guía Appleton para México y Guatemala proporciona la siguiente descripción de cómo se encontraba la ciudad de Guatemala en 1884, basada en información que les fuera proporcionada por el entonces embajador de Guatemala en los Estados Unidos, el licenciado Antonio Batres Jáuregui: «Ciudad de Guatemala: El más importante de los edificios públicos es la catedral, construida en 1780, de diseño elegante y simple, y que ocupa un espacio de 450 pies cuadrados. En las decoraciones del interior, se observa una sobria variedad. Hay esculturas en madera, y algunas finas pinturas de artistas nacionales. Hay otras veinticuatro iglesias, un hospital, una universidad, una escuela de medicina, y una prisión. Guatemala tiene el mayor número de instituciones educativas de cualquier ciudad en Centroamérica. Muchas de las personas de altos recursos de otros países centroamericanos envían a sus hijos aquí para que se instruyan. La capital puede vanagloriarse de tener una excelente fuerza policial, cuyo jefe es un antiguo miembro de la policía municipal de la ciudad de Nueva York; los uniformes en ambos lugares son iguales. Hay veinticinco tanques públicos y muchas fuentes. El agua es traída a la ciudad por medio de dos acueductos que costaron dos millones de pesos.»

### Economía
| Decreto Número 177 Reglamento de Jornaleros (NOTA: Secciones principales únicamente) Obligaciones de los patronos: Están obligados a llevar un registro o matrícula de cuentas corrientes, en donde asentarán semanalmente el debe y el haber de cada jornalero, haciéndoselo saber cada semana y anotándolo en el libreto del mismo jornalero. El tiempo por el cual puede concertarse un colono será convencional, pero no podrá exceder de cuatro años. Sin embargo, no se retirará de la finca sin estar solvente con su patrón aunque haya pasado el término. Cuando un particular desee para sus trabajos un mandamiento de jornaleros, deberá solicitarlo al jefe político del departamento, cuya autoridad designará el pueblo que deba proporcionarlo. En ningún caso excederá de 60 el número de jornaleros.—Tomado de: Decreto N.° 177: Reglamento de Jornaleros |

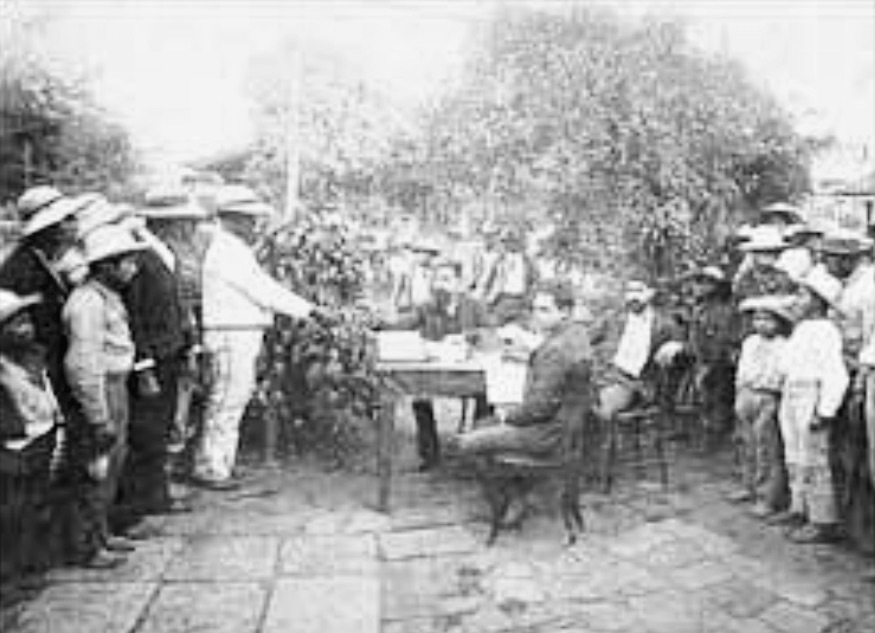
Pago a jornaleros en Santa Rosa en 1890 de acuerdo al Reglamento de Jornaleros instituido por Barrios.

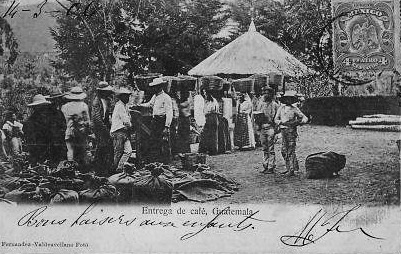
Entrega del café en una finca de alemanes.

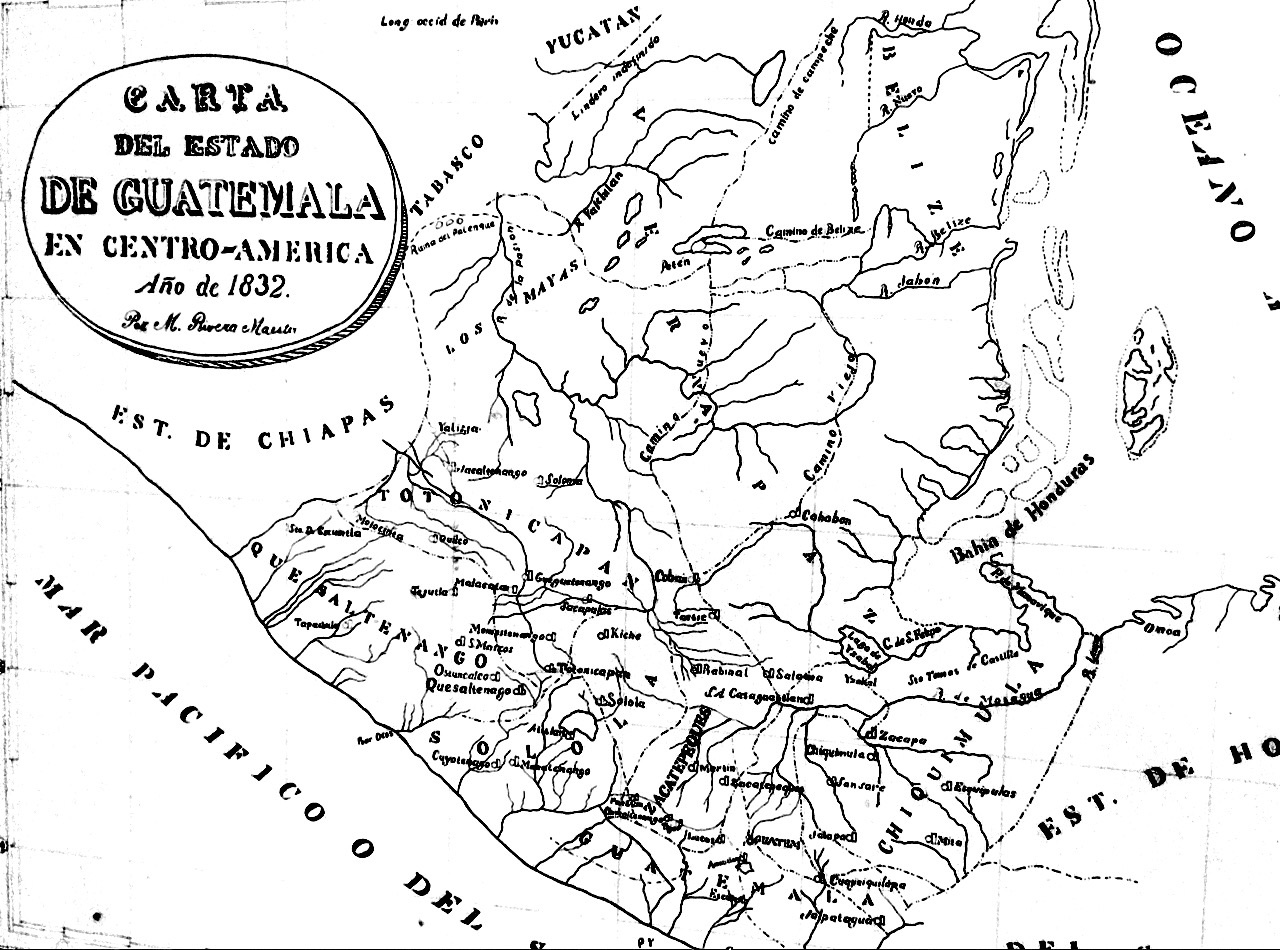
Territorio de Guatemala durante el gobierno de Rafael Carrera y Vicente Cerna. Los territorios de Soconusco fueron entregados a México por su cooperación en la Reforma Liberal en 1882, durante el gobierno de Barrios, por medio del tratado Herrera-Mariscal.

Durante el gobierno de Barrios se despojó a los indígenas de las «tierras de indios», las cuales se repartió entre los oficiales que lo ayudaron durante la Reforma Liberal. El Decreto 170 (o Decreto de Redención de Censos) facilitó la expropiación de las tierras a los indígenas en favor de los oficiales, y de personas alemanas en las Verapaces, al propiciar la venta en pública subasta de las tierras comunales. La propiedad comunal, dedicada a cultivos de subsistencia, se convirtió en propiedad privada dirigida al cultivo y comercialización a gran escala de productos agrarios. Por tanto, las características fundamentales del sistema productivo, fueron desde la época de Barrios la acumulación de la propiedad en pocas manos y una especie de «servidumbre de finca», basada en la explotación de los «mozos colonos».
Para garantizar el suministro de «mozos colonos» para las fincas cafetaleras, las que a diferencia de las fincas de grana necesitaban una cantidad considerable de mano de obra, se decreta el «Reglamento de Jornaleros», legislación laboral que colocó a la población indígena prácticamente a la disposición de los intereses de los nuevos latifundistas cafetaleros, y los tradicionales conservadores, exceptuando entre estos últimos a la Iglesia católica. El decreto establecía lo siguiente para los indígenas:
1. Quedaron obligados a trabajar en las fincas cuando los dueños de estas los necesitaran y sin importar en donde se encontraran.
2. Quedaron bajo la tutela de las autoridades locales, quienes se encargaban de velar porque los contingentes de indígenas fueran enviados a las fincas.
3. Quedaron sujetos a la habilitación: paga forzada anticipada, endeudadora del trabajador y justificadora de su envío a las fincas y de su retención en ellas.
4. Creación del libreto de jornaleros: documento probatorio de la solvencia del trabajador frente a su patrono, y sin la cual el trabajador estaba sujeto al rigos de las autoridades y de los dueños de fincas.[23]

Como resultado de este reglamento, hubo un notable aumento de las exportaciones, y se activó el intercambio con los países capitalistas; tanto los antiguos conservadores aristócratas como los nuevos terratenientes cafetaleros se vieron beneficiados con estas medidas. Ahora bien, sí hubo un terrateniente conservador que fue atacado y despojado de los privilegios que había gozado durante el gobierno de los 30 años: la Iglesia católica. Los liberales cafetaleros se vieron obligados a atacar a la Iglesia por el poder que esta tenía y por la fuerte oposición que hacía a compartir el poder con los liberales.
En resumen, lo que logró la política económica impulsada por Barrios fue la creación del capitalismo en la agricultura del país; muchos de los nuevos terratenientes alemanes eran capitalistas o gozaban de créditos en poderosos bancos o casas comerciales de Hamburgo. Se calcula que para 1898 -año en que se inició el gobierno del licenciado Manuel Estrada Cabrera-, los alemanes habían invertido en Guatemala más de ciento veinte millones de dólares norteamericanos. Por otra lado, debido al alto nivel de corrupción existente en el gobierno liberal, de entre sus filas surgieron muchos nuevos ricos, incluyendo a Justo Rufino Barrios, quien como principal promotor de la reforma agraria liberal muy pronto se convirtió en el principal exportador de café del país.

### Gobernación

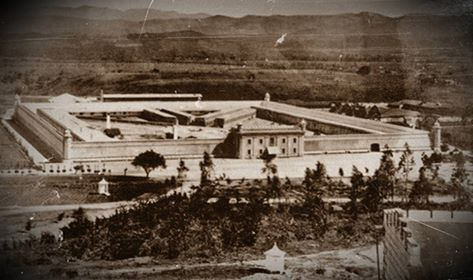
Penitenciaría Central de Guatemala en 1892, tal como se apreciaba desde lo alto del Fuerte de San José Buena Vista. El edificio fue construido por el presidente Barrios.

La Penitenciaría Central fue construida durante el gobierno del general Barrios, e inaugurada el 27 de febrero de 1877. Numerosas historias se cuentan sobre el destino de los presos que fueron encarcelados en sus celdas durante su gobierno.

### Relaciones exteriores
El 9 de diciembre de 1868, el presidente de la República de Cuba en Armas, Carlos Manuel de Céspedes, apeló a la solidaridad hemisférica desde su Cuartel General de Guáimaro. El gobierno de Perú reconoció la independencia cubana, el 13 de agosto de 1869, mientras que el régimen de Barrios decretó, el 6 de abril de 1875, su reconocimiento de la República cubana como «libre, soberana e independiente».
| El texto del instrumento que estableció relaciones oficiales con Cuba es el siguiente: DECRETO NÚMERO 138 J. Rufino Barrios, Jeneral de División y Presidente de la República de Guatemala; Considerando: Que desde el 10 de octubre de 1868, el pueblo de Cuba declaró su independencia de la Metrópoli española y se constituyó en República soberana Que desde esa fecha hasta la presente, ha demostrado tener sobrados elementos para luchar contra el poder español que en vano se empeña en sojuzgarlo Que la causa de la independencia de Cuba es evidentemente justa, porque todo pueblo tiene el derecho de constituirse en una nacionalidad, siempre que posea los medios de mantener su autonomía Que en esta virtud, el pueblo Cubano ejercita hoy los mismos derechos que las colonias de América cuando se declararon independientes, lo que hace que la noble causa de aquel pueblo sea vista por las Repúblicas del Nuevo-Mundo como propia y de un carácter evidentemente americano Y que por lo tanto, el Gobierno de Guatemala, desea dar una prueba de simpatía que abriga por Cuba y de que reconoce la justicia y el derecho que asisten á ese pueblo heróico que tiene su mismo origen, y cuyo Gobierno, legítimamente constituido, le ha abierto sus amistosas relaciones, DECRETA Art. 1.º. La República de Guatemala, reconoce á la República Cubana, como nación libre,soberana e independiente. Art. 2.º. En consecuencia, el Gobierno de Guatemala abrirá y cultivará con el de Cuba relaciones oficiales. Dado en el Palacio Nacional de Guatemala, á seis de abril de mil ochocientos setenta y cinco. J. Rufino Barrios El secretario de Relaciones Exteriores e instrucción pública, Marco A. Soto Y por disposición del Jeneral Presidente, se imprime y publica. Tomado de: El Guatemalteco, Periódico Oficial de la República de Guatemala Serie V, número 48. Guatemala, 9 de abril de 1875. |

Esta declaración permitió la llegada de cubanos eminentes a Guatemala, como José María Izaguirre, Juan García Purón, Hildebrando Martí, José Joaquín Palma y José Martí.

#### José Martí y la Niña de Guatemala

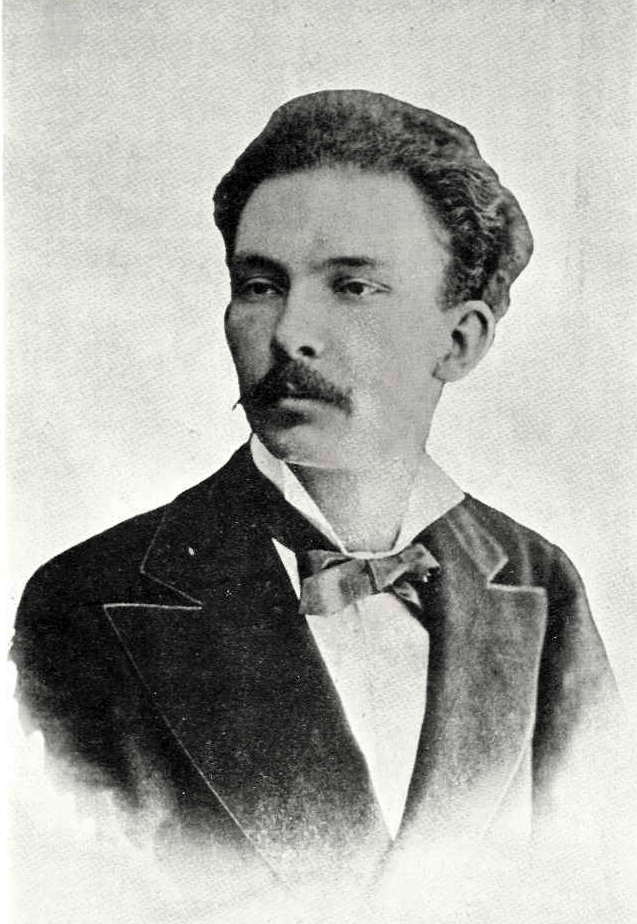
José Martí en 1875. En 1877 llegó a Guatemala proveniente de México el poeta y político cubano José Martí, quien cortejó a María García Granados y Saborío, hija del general Miguel García Granados. Comprometido con otra mujer, Martí se casó, y María murió poco después, en 1878; en 1891, Martí la inmortalizó en su poema conocido como La Niña de Guatemala.

Durante su estadía en Guatemala, José Martí cortejó a la dama María García Granados y Saborío, hija del general Miguel García Granados, y quien fue la inspiración del famoso poema IX (también conocido como La Niña de Guatemala); Martí tenía 24 años y venía de México decepcionado del régimen del general Porfirio Díaz y con la esperanza de encontrar uno mejor en el de Barrios. Estando ya comprometido con otra dama, Martí se casó en 1878 y a los pocos meses murió María de una enfermedad pulmonar agravada por haber nadado con unas amigas. Martí le dedicó en 1891 el Poema IX que es conocido como el famoso poema La Niña de Guatemala. Devastado por la muerte de María, y decepcionado del gobierno de Barrios, Martí se fue de Guatemala.

#### Conflicto con El Salvador y Honduras

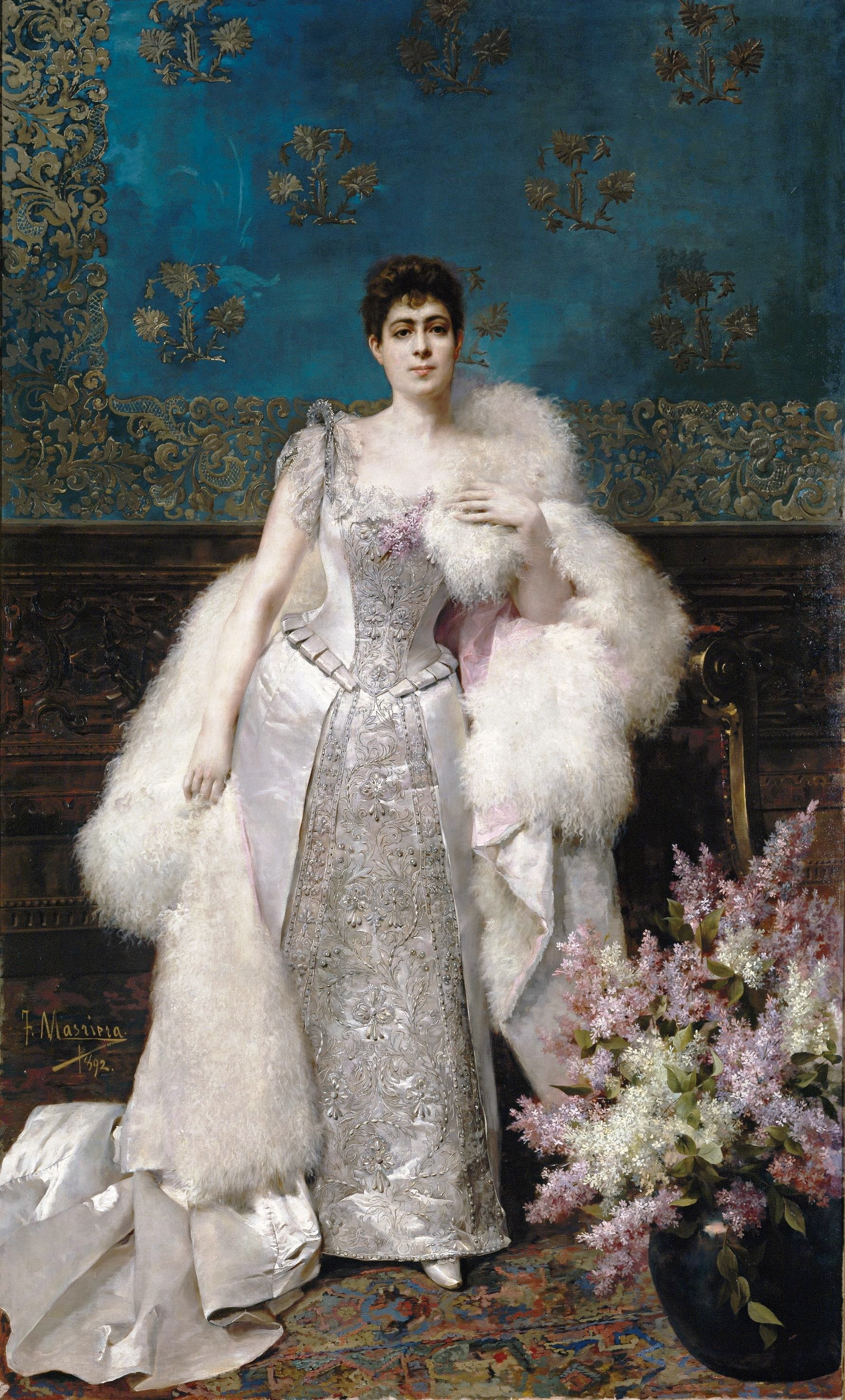
Francisca Aparicio y Auyón, esposa de Justo Rufino Barrios. Tras la muerte de este en 1885, se fue a vivir a Nueva York, en donde disfrutó de la herencia que dejara Barrios tras su largo gobierno.

En 1876 el gobierno conservador de José María Medina en Honduras se estaba desmoronando, principalmente con el escándalo de los empréstitos para la construcción del Ferrocarril Nacional de Honduras y el desaparecimiento de la política y representantes de Honduras en el extranjero. Los liberales hondureños solicitaban cambios en la administración pública del Estado. El presidente guatemalteco, viendo aquí la oportunidad de establecer un régimen liberal y afín a sus intereses de Unión Centroamericana en Honduras, propició la llegada de Marco Aurelio Soto como presidente, junto con su primo, el licenciado Ramón Rosa.
A principios de 1876, tras las elecciones en El Salvador en que resultó elegido Andrés del Valle, Barrios se reunió con este en El Chingo, donde acordaron apoyar la invasión de Honduras para instalar al licenciado Marco Aurelio Soto, quien hasta entonces había fungido como ministro de Relaciones Exteriores y de Educación en Guatemala. Barrios y del Valle se comprometieron a poner mil hombres para dicha causa, pero los hechos políticos se precipitaron en contra de Valle, debido a la desconfianza de Barrios por la permanencia en el Gobierno del mariscal González, que fungía como vicepresidente luego de haber sido presidente antes que Valle.
Alegando que El Salvador había invadido Guatemala, se rompieron las relaciones diplomáticas; las acciones dieron inicio el 1.º. de abril de 1876, por medio de un bloqueo naval por parte del vapor «El General Barrios». Posteriormente, la invasión terrestre ingresó por el oriente donde el general guatemalteco Gregorio Solares derrotó en Pasaquina al ejército salvadoreño, tomando control de San Miguel y La Unión; en el frente occidental, tras varios enfrentamientos durante la Semana Santa, el Ejército guatemalteco debilitó a las fuerzas salvadoreñas al mando del mariscal González. Al verse en esta la situación el mariscal Santiago González envió al presidente Valle, a Jacinto Castellanos y a E. Mejía para negociar con Barrios, con quien llegaron a un Acuerdo de Paz en Chalchuapa el 25 de abril, bajo condición de que Valle dejara la presidencia y el mariscal González la dirección del ejército, dejando las plazas de Santa Ana y San Salvador a las fuerzas guatemaltecas.
Como uno de los compromisos adquiridos en Chalchuapa, Valle, antes de abandonar la presidencia, convocó a una Junta de Notables en Santa Ana para que ratificaran el acuerdo del 25 de abril y eligieran, de acuerdo con Barrios, quién asumiría la presidencia, debiendo el nuevo gobierno convocar a elecciones; en dicha Junta de Santa Ana se reunieron alrededor de doscientos salvadoreños incipientes cafetaleros, terratenientes, comerciantes, políticos, militares y juristas, quienes de acuerdo con Barrios eligieron como presidente al doctor Rafael Zaldívar.
Soto ingresó a Honduras con la ayuda de Barrios y se proclamó como el Vigésimo Presidente de Honduras para el periodo de 1876 a 1880. Su ideólogo y ministro general fue Ramón Rosa, con quien emprenderían una ardua labor de transformar a la nación hondureña siguiendo los preceptos liberales que ya habían utilizado en Guatemala. La transformación se basó en los mismos principios que utilizó Barrios en Guatemala; la reorganización administrativa y jurídica de Honduras estuvo de la mano de una creciente apertura al capital extranjero, especialmente el de los Estados Unidos; el presidente Soto -dueño ya de una considerable fortuna- fundó junto con el empresario neoyorquino S. Valentine, la «Rosario Mining Company» en diciembre de 1879.
Barrios envió entonces una escueta nota al gobernante hondureño Soto, con el fin de que se anulase a José María Medina de una vez por todas y solicitaba que fuera fusilado. Soto averiguó que Medina había viajado al occidente de Honduras para refugiarse en territorio gobernado por conservadores bajo la protección del general Ezequiel Marín; ya conociendo el paradero de Medina, envió emisarios a prenderlo. Mariano Pineda -vecino de Gracias- envió a un jornalero suyo con una nota para Medina, que decía: «Dentro de pocas horas salen a prender a Ud. y a Ezequiel, huya», pero este no huyó. Medina y Marín fueron arrestados junto a otros seguidores, y luego acusados de conspiración; fueron procesados por los delitos de traición y ocultamiento de armas para una rebelión contra la administración «Soto-Rosa» (como se conocía al gobierno de Marco Aurelio Soto y Ramón Rosa). El gobierno hondureño nombró un tribunal ad hoc para que conociera la causa y este encontró a los procesados culpables y los sentenció a muerte -como Barrios, había recomendado-. El General José María Medina fue fusilado el 23 de enero de 1878 en la ciudad de Santa Rosa de Copán; con él terminaron las aspiraciones conservadoras y llegó el ocaso del Clan Aycinena ya que se instaló denitivamente en Guatemala y Honduras la ideología liberal.

#### La cuestión de Chiapas y el interinato de José María Orantes

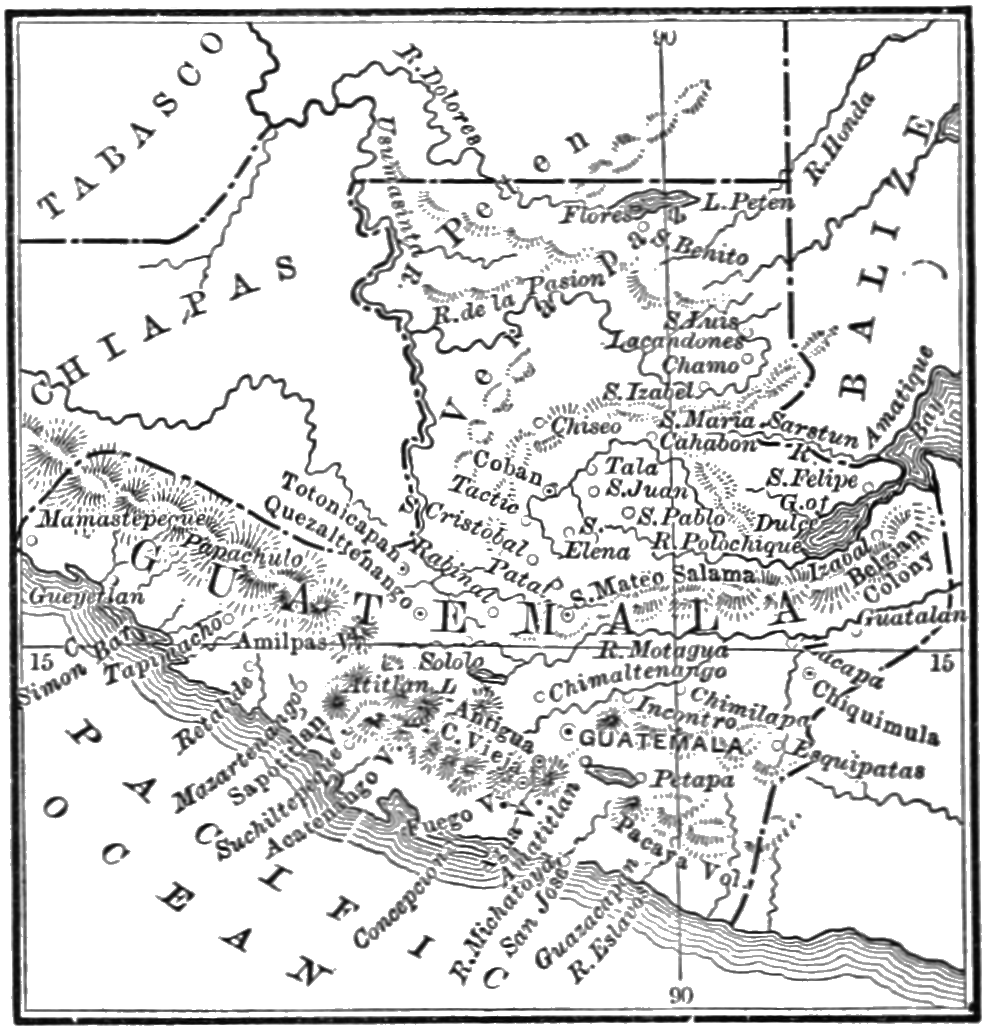
Mapa de la frontera de México y Guatemala, antes de los tratados de Herrera-Mariscal de 1882.

Tras la guerra entre México y Estados Unidos en la década de 1840, la potencia latinoamericana terminó perdiendo dos millones y medio de kilómetros por el Tratado de Guadalupe Hidalgo de su frontera norte; consecuentemente, amplió sus fronteras sobre un área que era de Guatemala: México zanjó la cuestión del Soconusco mediante una invasión militar, a la que Guatemala protestó el 12 de septiembre de 1842 cuando el ministro de Relaciones Exteriores guatemalteco envió una carta extensa a su homólogo mexicano, pero no se declaró la guerra y tampoco se rompieron las relaciones diplomáticas pues Guatemala era muy débil para presentar dicha batalla. Guatemala se limitó a enviar esa misiva y una protesta a todos los países con los que se tenían establecidas relaciones diplomáticas el 17 de noviembre de 1842 en la que se denunciaba la ocupación militar del presidente mexicano Antonio López de Santa Anna en Chiapas y Soconusco.
A pesar de la disparidad de fuerzas con México, Guatemala mantuvo su argumento sobre los territorios de Chiapas y Sononusco por cuarenta años más, pero la participación y presión del general Justo Rufino Barrios en el arreglo de límites entre Guatemala y México en 1882 precipitó la solución de un diferendo en que Guatemala acabó cediendo todas sus posiciones en beneficio de la política particular del general Barrios de eliminar los obstáculos que se opusieran en su proyecto de unión centroamericana. Barrios debió creer que el término de la cuestión de límites con México mediante la firma de un tratado definitivo cubrían su retaguardia, pues dejaba a México satisfecho con la cesión de Chiapas y Soconusco; además, contaba con El Salvador -cuyo presidente había colocado él mismo-, con Honduras -en donde había colocado a Marco Aurelio Soto en 1876 aunque luego lo sustituyó cuando ya no le convenía- y, supuestamente, con el apoyo de Estados Unidos, al que había ofrecido el control de un futuro canal interoceánico.
El ingeniero Claudio Urrutia, Jefe de la Comisión de Límites de Guatemala entre 1896 y 1900 manifestó en su informe al Gobierno de la República de Guatemala en 1900 que: «[...] el tratado fue fatal para Guatemala. En todo con lo que la cuestión de límites se relacionó durante aquella época, existe algo oculto que nadie ha podido descubrir, y que obligó a las personas que tomaron parte en ello por Guatemala a proceder festinadamente o como si obligados por una presión poderosa, trataron los asuntos con ideas ajenas o de una manera inconsciente». Y luego continúa: «Guatemala perdió por una parte cerca de 15 000 km y ganó por otra, cosa de 5 140 km. Resultado: Una pérdida de 10 300 km. Guatemala perdió catorce pueblos, diecinueve aldeas y cincuenta y cuatro rancherías, con más de 15 000 guatemaltecos, mientras que México perdió un pueblo y veintiocho rancherías con 2500 habitantes: júzguese la equidad en las compensaciones».
José María Orantes fue nombrado Presidente Interino el 23 de junio de 1882, a causa del viaje de Justo Rufino Barrios y de su amigo y consejero Ángel María Arroyo a Nueva York para firmar el tratado de límites con México el 12 de agosto de ese año.
A causa de la firma de este tratado, Barrios y Arroyo se enemistaron con el doctor Lorenzo Montúfar y Rivera, quien había sido uno de sus principales colaboradores desde la Reforma Liberal y quien se opuso enérgicamente a la entrega de los territorios de Soconusco a México.

#### Guerra para la Reunificación Centroamericana

El presidente Zaldívar de El Salvador no estaba a favor de la propuesta de renacimiento de la República Central Unificada acordada por sus antecesores y decidió retirarse de la Unión.

A principios de la década de 1880, el presidente guatemalteco intentó restablecer las Provincias Unidas de Centroamérica y, en principio, contó con el apoyo de El Salvador y Honduras, pero el presidente salvadoreño Rafael Zaldívar decidió luego abandonar la unión, con el respaldo de México. El presidente mexicano, Porfirio Díaz, temía las reformas liberales de Barrios y la competencia de un Estado fuerte en América Central, donde el plan de Barrios había dado sus frutos. También los Estados Unidos se opusieron a la unión.
Barrios emprendió entonces una campaña militar para restablecer por la fuerza la unidad centroamericana. Primero, obligó a renunciar como presidente de la República de Honduras a su antigua aliado y ministro de relaciones exteriores Marco Aurelio Soto, en mayo de 1883; luego, obtuvo el respaldo del nuevo Presidente de Honduras, Luis Bográn. Pero Costa Rica, El Salvador y Nicaragua se aliaron para oponerse a las pretensiones de Barrios.
Para poner en práctica sus planes, Barrios invadió El Salvador en marzo de 1885, mientras tropas de Costa Rica y Nicaragua se aprestaban a enfrentarse con las de Honduras. Sin embargo, la Intentona de Barrios terminó súbitamente, ya que el presidente guatemalteco murió en la Batalla de Chalchuapa, poco después de que sus tropas invadieran territorio salvadoreño.

## Muerte

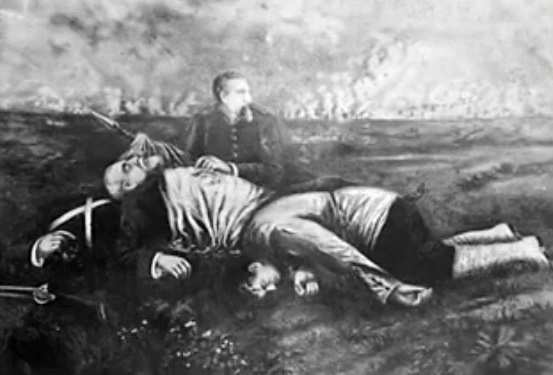
Muerte del general Barrios en la Batalla de Chalchuapa el 2 de abril de 1885.

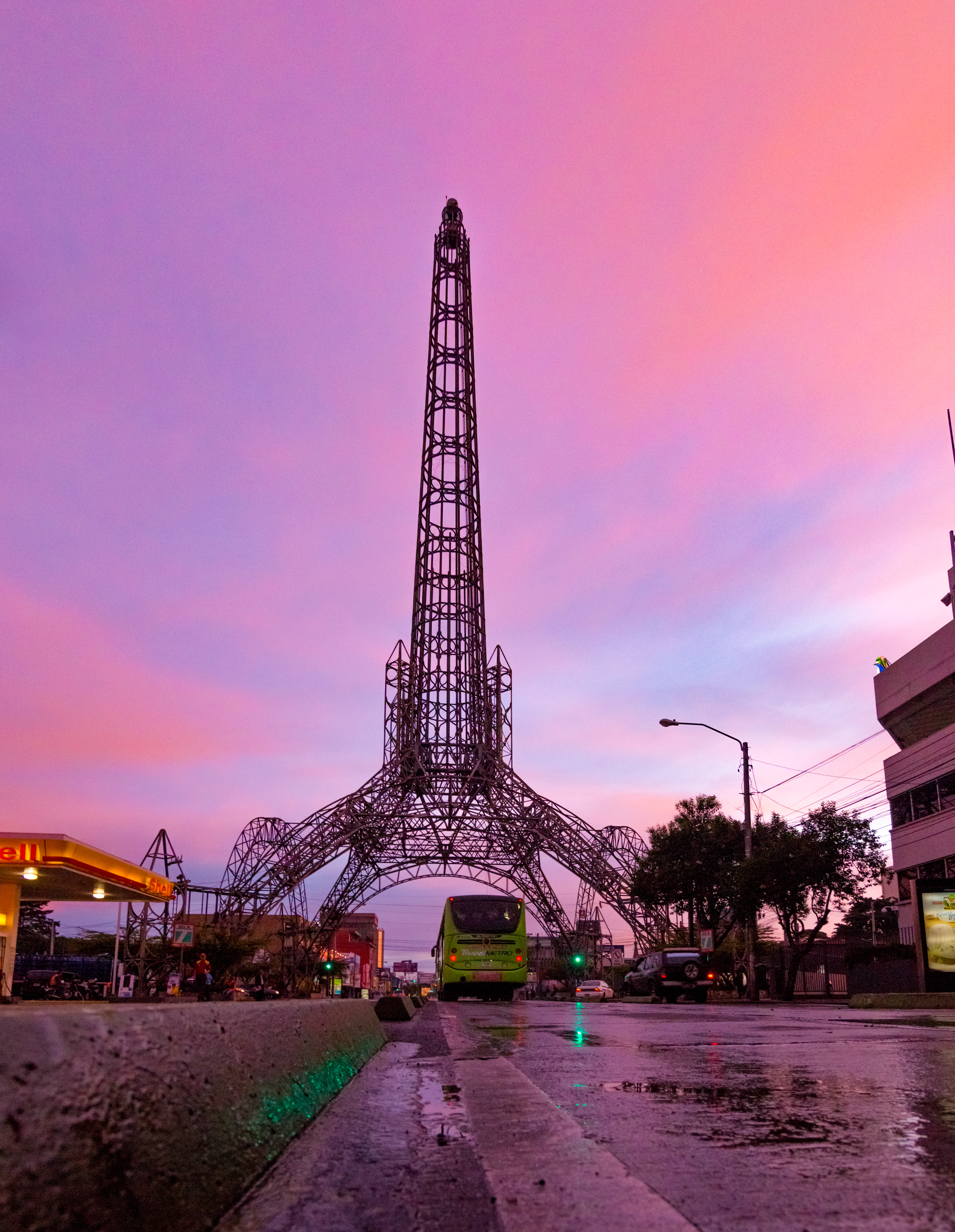
La Torre del Reformador fue inaugurada el 19 de julio de 1935 por el gobierno liberal del general Jorge Ubico Castañeda con motivo del centenario del nacimiento de Barrios.

### Versión oficial
El 2 de abril de 1885, Barrios amaneció en San Juan Chiquito, a corta distancia de Chalchuapa, y al despuntar el alba fue junto con su Estado Mayor a notificar a todos los cuerpos del ejército del plan para atacar Chalchuapa y para cortar el camino hacia Santa Ana.  El plan consistía formar un semicírculo alrededor de Chalchuapa, distante dieciséis kilómetros de Santa Ana, en donde estaba el cuartel general de las fuerzas salvadoreñas. En primera línea colocó al Batallón Jalapa, reconocido por su lealtad y valentía, al mando del coronel Antonio Girón.
La versión oficial de los liberales guatemaltecos, relatada por el historiador Federico Hernández de León, es la siguiente: Tras tres horas, Barrios regresó al campamento de las fuerzas guatemaltecas a descansar, estando allí le informaron que el batallón Jalapa no quería pelear y que el coronel Girón pedía permiso para fusilar a algunos insubordinados; Barrios montó en su yegua y se fue a ver que sucedía. Allí le informaron que los soldados no querían pelear con Girón por su crueldad son sus subalternos, por lo que Barrios se puso al frente de ellos para ir al combate.  Entraron a Chalchuapa por la ruta de Río del Molino, llegando rápidamente a las primeras casas del poblado; allí, montado en su yegua, agachado sobre el cuello del animal daba instrucciones a sus oficiales, cuando de pronto recibió un balazo que le penetró por la clavícula derecha y le rompió el corazón.  Al verlo, un miembro de su Estado Mayor gritó: «¡El patrón ha caído!», y en pocos momentos se supo la noticia, provocando una desbandada en las tropas guatemaltecas.
El general Felipe Cruz asumió el mando, mientras que el oficial José María Reyna Barrios, sobrino del fallecido presidente, recogió el cuerpo sin vida de Venancio Barrios y se hizo cargo de organizar la retirada de todos los batallones hasta Chingo, a la vez que preparó la defensa de los mismos contra un posible ataque de los salvadoreños. El propio general Reyna Barrios, relató, firmando con el pseudónimo Rosario Yerjabens cómo fueron los hechos, los cuales no coinciden con la versión oficial: «El General en Jefe, Justo Rufino Barrios, dispuso, a eso de las 8 a.m. dirigir personalmente el ataque sobre el lado N.E. de "Casa Blanca" y al efecto se puso en marcha hacia aquel lugar con la Brigada Girón, compuesta por los jalapas. Estos soldados se comportaron de la manera más cobarde e infame. Se cree que estaban ganados y aleccionados por miserables traidores, por esos hombres sin corazón y sin conciencia, por esos ingratos que durante mucho tiempo lamieron la mano de su bienhechor y explotaron su buen corazón y bolsa. Desgraciadamente, un momento después de comenzar el ataque, y como a las 9 a.m. una bala enemiga le hirió mortalmente y fue retirado en el acto del campo de combate. Este lamentable acontecimiento dio lugar para que algunos cobardes soldados de Jalapa que vieron caer al benemérito General Barrios, se retiraran del lugar del combate y divulgasen ante algunas tropas tan triste suceso.»
También murieron en esa batalla el general Venancio Barrios, hijo del presidente y quien solamente iba como acompañante sin estar al mando de tropas; el coronel Girón, causa de que Barrios fuera al frente del Batallón Jalapa; el señor Urbano Sánchez, yerno de Barrios, y el oficial Adolfo V. Hall, a quien Barrios había ascendido a teniente coronel cuando se habían alzado los soldados del Batallón Jalapa.

### Otras versiones
Existen además, otras versiones de la muerte de Barrios:
1. Un soldado guatemalteco habría errado la puntería y dio muerte al presidente por la espalda.[10]
2. Barrios habría estado pactando con oficiales enemigos la entrega de Chalchuapa, cuando fue atacado a traición; los miembros de su Estado Mayor lo habrían llevado al campo de batalla para fingir que había muerto en combate.[cita requerida]

### Llegada de los restos a Guatemala
Al saberse la noticia en Guatemala, se envió una comisión de médicos para que se encargaran del embalsamamiento; la comisión estuvo a cargo del Dr. José Monteros, y se reunió con la comitiva mortuoria en Cuilapa, Santa Rosa el 3 de abril.  Los doctores prepararon el cadáver, lo vistieron con su uniforme de Divisionario, y fue expuesto en capilla ardiente en la municipalidad de la localidad; al día siguiente, el 4 de abril, llegaron los vencidos a la Ciudad de Guatemala con los restos; Barrios fue sepultado el 5 de abril y Reina Barrios fue ascendido a general por sus acciones en campaña.
Siendo sobrino del Mariscal Cerna, el coronel Ismael Cerna Sandoval escribió un segundo poema -Ante la tumba de Barrios- que refleja la opinión de los conservadores guatemaltecos ante la política de los liberales liderados por Barrios hacia el final del gobierno de este.
| «No vengo a tu sepulcro a escarnecerte, no llega mi palabra vengadora ni a la viuda, ni al huérfano que llora ni a los fríos despojos de la muerte. Ya no puedes herir ni defenderte, ya tu saña pasó, pasó tu hora; solamente la historia tiene ahora derecho a condenarte o absolverte. Yo que de tu implacable tiranía una víctima fui, yo que en mi encono quisiera maldecirte todavía. No olvido que en un instante en tu abandono quisiste engrandecer la Patria mía, ¡y en nombre de esa Patria te perdono...!» |

### Destino de su familia tras su muerte

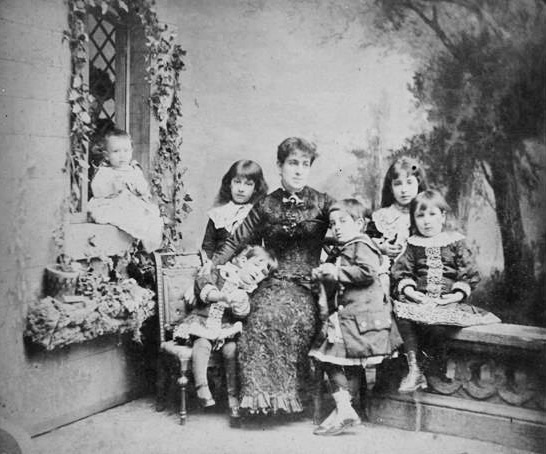
Francisca Aparicio de Barrios y sus hijos en una fotografía de 1883.

Tras la muerte de Barrios, su esposa fue heredera universal de sus bienes —que ascendían a poco más de treinta y tres millones de pesos oro. La familia abandonó el país casi inmediatamente tras los funerales y se marchó hacia Nueva York, donde residía parte de la familia Aparicio, quienes se dedicaban a la exportación de café desde Guatemala. Francisca Aparicio se instaló con sus hijos en una hermosa casa ubicada en la 5.ª avenida número 855, frente al parque Central de Nueva York. Habiendo heredado la cuantiosa fortuna que amasó Barrios durante su presidencia, ofrecía bailes de sociedad que fueron siempre un acontecimiento y en los que ella se presentaba lujosamente vestida acompañada de sus hijas y de las señoritas Aparicio. Los salones estaban adornados con plantas raras, en un escenario decorado por un tramoyista de la Metropolitan Opera House. Esa misma orquesta amenizaba las fiestas en donde se servían cenas suculentas.
Los Barrios y Aparicio se trasladaron a España, en donde el ministro liberal Antonio Cánovas del Castillo fue su enlace con la nobleza española. En 1892, Francisca, que ya tenía 34 años, celebró sus segundas nupcias, en Nueva York, con José Martínez de Roda, marqués de Vistabella y quien representaba a Granada en la cámara de diputados.
Sus hijos varones José Ignacio y Carlos estudiaron en el colegio de Jesuitas, pero fallecieron antes de cumplir los 20 años, por diversas causas. Francisca Aparicio volvió a enviudar y falleció en 1943, mientras que su hija mayor y compañera inseparable —Elena Barrios y Aparicio, III marquesa de Vistabella— falleció al año siguiente.

## Idealización de su memoria

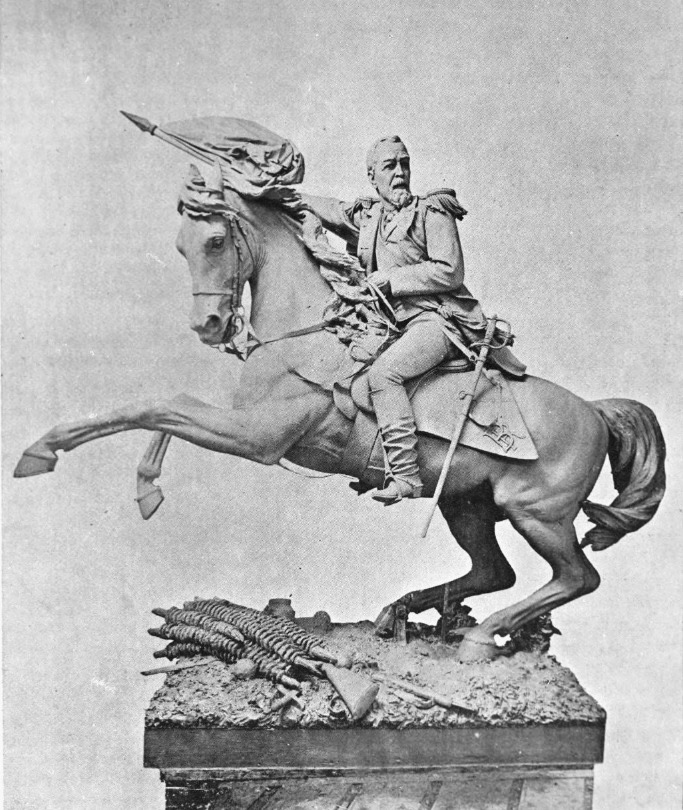
Monumento erigido por el gobierno del general José María Reina Barrios al presidente Barrios. Estuvo originalmente en los jardines del Palacio y museo de La Reforma y ha sido trasladado varias veces desde entonces, hasta su traslado final a la Plazuela Barrios en el Centro Histórico de la Ciudad de Guatemala en 2010. Fotografía de La Ilustración Guatemalteca.

Estando en el exilio, el exministro de la Guerra de Barrios, general Juan Martín Barrundia imprimió varios panfletos contra el gobierno de Manuel Lisandro Barillas, presentándose como demócrata incorruptible lo que fue utilizado por el gobierno liberal guatemalteco para culparlo de todos los desaciertos y excesos de la administración del general Barrios, mientras se exaltaba cada vez más la figura idealizada del fallecido expresidente.  He aquí como se expresa de ambos el escritor oficial Joaquín Méndez:
| Su hoja última no trae sino desahogos de la vanidad herida en lo más vivo, y da a conocer que le exaspera su impotencia política absoluta, porque quiere presentarse como repúblico severo y demócrata incorruptible el que aquí no respetó honra, vida ni propiedad, edad ni sexo, y el mismo á quien se le hace responsable de casi todos los excesos censurados a la administración del General Barrios, sin que tenga derecho á la más pequeña parte de los trascendentales progresos conquistados por el gran Reformador de Guatemala. —Joaquín Méndez, Otra vez, don J. Martín Barrundia, 1890 |

En 1897, el gobierno del general José María Reina Barrios construyó el monumento a Barrios que originalmente estuvo colocado en los jardines del Palacio y museo de la Reforma. El 31 de enero de 1899 —luego de que ya Reina Barrios había muerto asesinado el 8 de febrero de 1898 y era presidente el licenciado Manuel Estrada Cabrera— el recién llegado embajador del gobierno conservador del general Porfirio Díaz ante el gobierno de Estrada Cabrera, Federico Gamboa, visitó el paseo de La Reforma y con respecto al monumento a Barrios, hizo la siguiente reflexión en su diario:

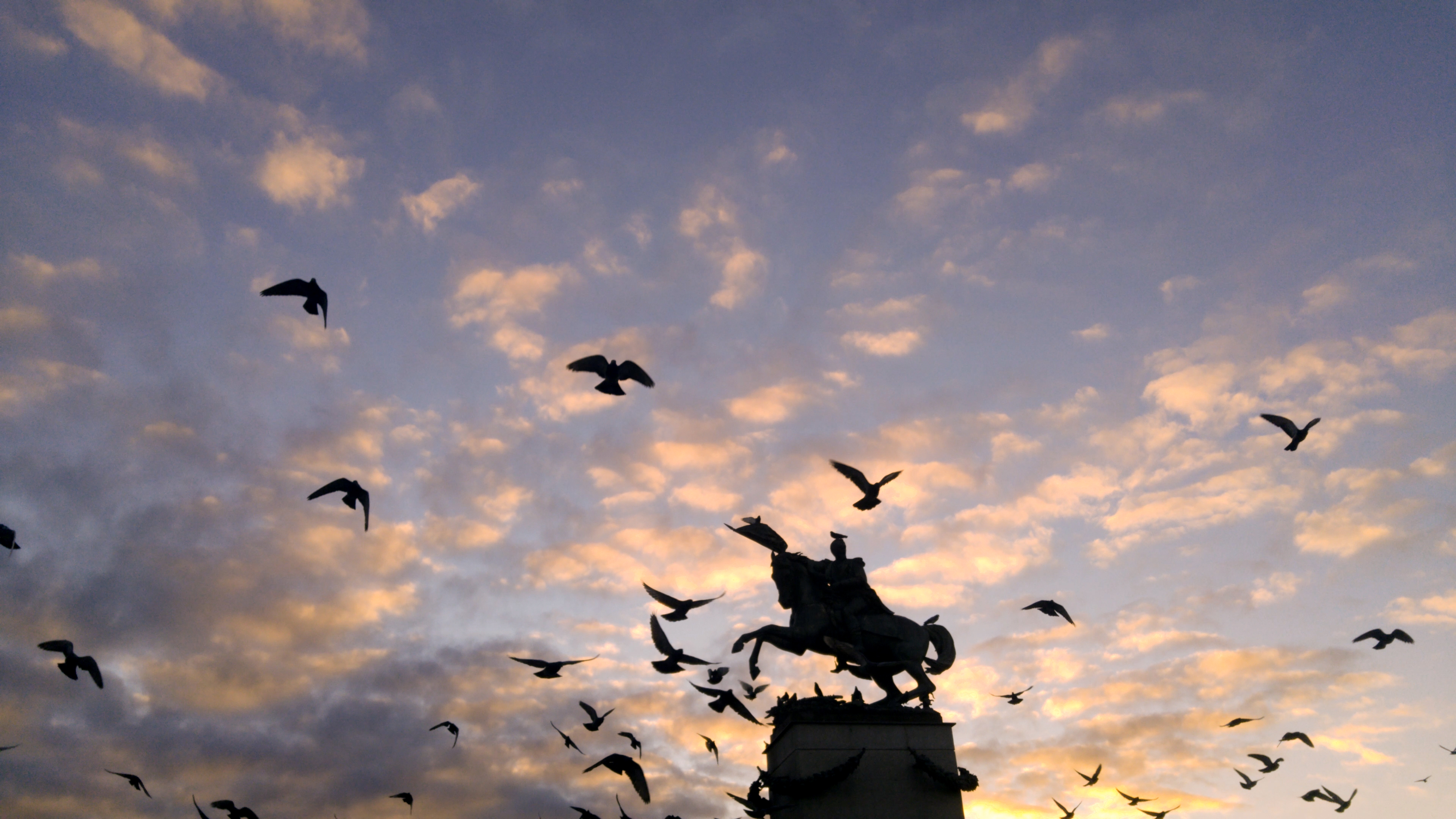
Monumento erigido por el gobierno de José María Reina Barrios que actualmente se encuentra entre a la estación Plaza Barrios y el al Museo del Ferrocarril de Guatemala. Amanecer capturado el 15 de enero de 2017.

| A los términos de la calzada, dándole la espalda a edificio de líneas agradables, [...], otro monumento muy italiano en su factura y en sus componentes, erigido a la memoria del general D. Justo Rufino Barrios. Allí está él, cabalgando en brioso bridón que parece fuera a despeñarse, y empuñando en su diestra la bandera de esta patria suya, que él trató con tantísima crueldad y dureza tanta. ¿Será de veras la muerte un Leteo?... Lo pregunto porque aún existen centenares de familias que le narran a usted pormenorizadamente las persecuciones horrorosas y los tormentos bárbaros que el general Barrios consumó en sus deudos muertos, y sin embargo, aquí está él, en monumento de bronce y mármoles, en actitud heroica, con coronas de flores agostadas que indican que la gratitud nacional viene y las deposita en el pedestal, de cuando en cuando; y una agrupación política, que se llama a sí misma liberal, ha hecho de la memoria de Barrios, tan escarnecida por algunos, su símbolo, su arquetipo y su modelo. Si se tratara de escribir la historia de este país, ¿a quién habría que hacerle caso, a los que atacan al hombre con pruebas fehacientes en su contra, o a los que lo defienden dignifican?... ¡Allá ellos!» —Federico Gamboa, Mi Diario, 1910 |